# Bulbophyllum muscohaerens
Bulbophyllum muscohaerens là một loài phong lan thuộc chi Bulbophyllum. Loài này là loài bản địa ở Boneo (Sabah, Sarawak).